# Hypenagonia brunnea
Hypenagonia brunnea är en fjärilsart som beskrevs av Bethune-Baker 1908. Hypenagonia brunnea ingår i släktet Hypenagonia och familjen nattflyn. Inga underarter finns listade i Catalogue of Life.